# Distretto di Nakhon Luang
Il distretto di Nakhon Luang (in thailandese: นครหลวง) è un distretto (amphoe) della Thailandia, situato nella provincia di Ayutthaya.